# Grigory Gluckmann
Grigorij Efimovic Glikman, conocido como Grigory Gluckmann o Grégory Gluckman, (Vitebsk, Bielorrusia, 25 de octubre de 1898 — Los Ángeles, Estados Unidos, 1973) fue un pintor, ilustrador y litógrafo ruso.

## Biografía
Estudió en la Escuela de Bellas Artes de Moscú; después vivió en Florencia, en París y posteriormente en Estados Unidos, donde se instaló definitivamente.
Su obra se especializó en desnudos, escenas de género, y retratos de personajes de la vida parisina. El artista dio continuidad a la técnica que había aprendido durante su formación moscovita: el trabajo sobre tabla y aplicar varias capas de pintura, una después de que secaba la otra, lo que le permitió lograr veladuras de colores vivos y sugerentes.